# Raʿanana
Raʿanana (hebräisch רַעֲנַנָּה Raʿanannah, arabisch رعنانا) ist eine Stadt in Zentralisrael. Sie wurde am 2. April 1922 gegründet. Raʿanana grenzt im Osten an die Stadt Kfar Saba und im Südwesten an Herzlia und den Moschav Givat Chen. Der wohlhabende Vorort Tel Avivs ist vor allem auch für seine große Gemeinschaft von Einwanderern aus den Vereinigten Staaten und Europa bekannt.

## Geschichte
Die Geschichte Raʿananas beginnt 1912 mit der Gründung des „Ahuza Alef – New York“, einer Organisation, die die jüdische Besiedlung im damaligen Palästina unterstützte. Diese plante eine landwirtschaftliche Siedlung zu gründen, was durch den Ersten Weltkrieg zunächst verhindert wurde. 1922 wurden die Pläne dazu jedoch wieder aufgenommen.

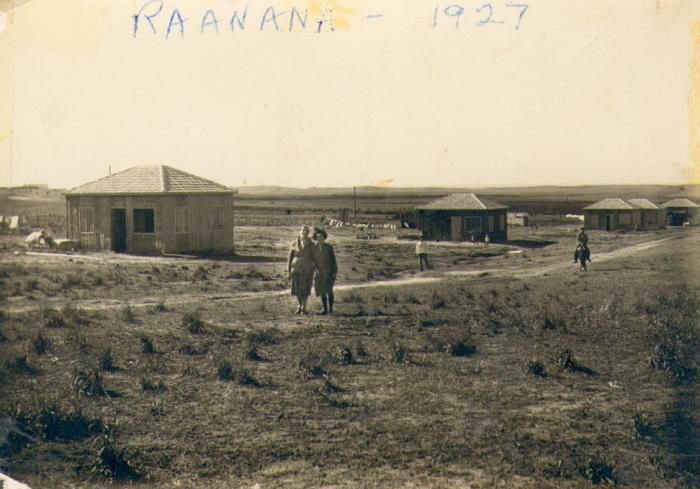
Raʿanana im Jahr 1927

Am 2. April 1922 kamen die ersten Menschen mit zwei Waggons aus Tel Aviv, vier Mitglieder der Ahuza-Gruppe, drei Arbeiter und zwei bewaffnete Söldner.
Anfangs hieß die Siedlung Raananya, ein Name, den sich die amerikanischen Einwohner ausgedacht hatten. Die arabischen Nachbarsiedlungen nannten die Ortschaft scherzhaft Americaya, weil ein Großteil der Bevölkerung aus den Vereinigten Staaten kam. Schließlich entschied man sich für den Namen Raʿanana (von hebräisch רַעֲנַנָּה raʿanannah, weibliche Form von רַעֲנָן raʿanan, deutsch ‚frisch‘).
1936 wurde die Stadt zu einem lokalen Rat unter der britischen Besatzung. Im Sommer 1955 stießen palästinensische Fedajin bis in die Nähe von Raʿanana vor. Als Reaktion darauf griff die eine israelische Fallschirmeinheit die Stadt Chan Yunis im Gazastreifen an und tötete rund 70 ägyptische Soldaten. 1981 bekam Raʿanana den Status einer Stadt.
Die Stadt Raʿanana hat einige Auszeichnungen für herausragende Eigenschaften erhalten – wie z. B. der grünsten Stadt Israels bzw. der Stadt mit der höchsten Lebensqualität. Des Weiteren erhielt sie 2005 als erste Stadt im Nahen Osten den Status einer „sicheren Gemeinschaft“ („safe community“) von der Weltgesundheitsorganisation. Am 3. Juli 2018 erhielt die Stadt Bahnanschluss, als an der Scharonbahn der Tiefbahnhof Raʿanannah-Darom (d. h. Süd) und die ebenerdige Station Raʿanannah-Maʿarav (d. h. West) in Betrieb gingen.
Im Mai 2021 wurde Sagi Rosenbaum, der Direktor der staatlichen religiösen Schule »Amit Kfar Batya« in Raʿanana dabei gefilmt, wie er bei den Ausschreitungen in Lydda/Lod Steine auf Araber warf, was zu einer Debatte über die Rolle der getrennten Schulen für Juden und Araber in Israel führte.
Im Mai 2025 stürmten rechtsradikale Aktivisten als Protest gegen die Übertragung einer jüdisch-palästinensischen Gedenkzeremonie die liberale Synagoge Beit Samueli in Raʿanana, attackierten die Besucher und riefen Losungen wie »Tod den Arabern!«, »Dein Dorf soll brennen!«, »Geht doch nach Gaza!« und »Alle Araber sind Hurensöhne!«. Es gab mehrere Verletzte. Synagogenbesucher verglichen den Angriff mit einem Pogrom, und Haaretz bezeichnete ihn als Lynchversuch. Drei Angreifer wurden festgenommen, jedoch gleich wieder freigelassen. Stadträtin Racheli Ben Ari Sakat, die Vorsitzende des Likud in Raʿanana, unterstützte den Angriff und schrieb, er sei nur »der erste Schuss« gegen linke Israelis, die sich mit Palästinensern solidarisieren. Die Polizei beschloss, keine Untersuchung gegen Racheli Ben Ari Sakat wegen Volksverhetzung einzuleiten. Insgesamt gab es 18 Anzeigen von Betroffenen bei der Polizei, doch auch vierzig Tage nach den Vorfällen war keiner der rechtsradikalen Angreifer angeklagt worden.

## Bevölkerung
Nach der Volkszählung lebten in Raʿanana im Dezember 2005 71.900 Menschen, wovon die meisten Juden waren. Das Bevölkerungswachstum beträgt ungefähr 2 Prozent. Raʿanana besitzt eine hohe Reputation innerhalb Israels, weswegen ihr das Zentrale Statistikbüro Israels 8 von 10 Punkten vergab. 2003 betrug das durchschnittliche Monatsgehalt hier 9363 Schekel, knapp 3300 Schekel über dem israelischen Durchschnitt. 2018 hatte Raʿanana 73.999 Einwohner.
Viele der Einwohner sind Einwanderer aus englischsprachigen Ländern, etwa den USA, dem Vereinigten Königreich und Südafrika.

## Wirtschaft
Der nördliche Teil der Stadt hat sich zu einem Industrieviertel entwickelt, vor allem für Hersteller von Hochtechnologien wie SAP, Texas Instruments, Hewlett-Packard oder Emblaze. Das am NYSE notierte Unternehmen Amdocs und das Softwareunternehmen NICE-Systems betreiben ebenso Zweigstellen in Raʿanana wie Microsoft sein israelisches Hauptquartier. Bedeutendste einheimische Firma ist der mittlerweile von Universal Communication Systems übernommene Konzern Millennium Electric, der u. a. Solarmodule herstellt.

## Sport
Die Stadt beheimatet zwei Fußball-Klubs, den aktuellen Erstligisten Hapoel Ra’anana und das niederklassigere Bnei Raʿanana. Bis vor wenigen Jahren hatte Raʿanana eine eigene Basketballmannschaft in der obersten israelischen Liga (Maccabi Ironi Raʿanana). Seit der Zusammenschließung mit Bnei Herzlia heißt die Mannschaft Bnei haScharon. Maccabi Raʿanana, eine Handballmannschaft der 2. Liga, ist ebenfalls in Raʿanana beheimatet. Der Stadt steht auch ein Tennis-Zentrum zur Verfügung, in dem gelegentlich israelische Turniere stattfinden.
Außerdem gibt es zwei Fußballplätze, ein Bowling-Center, Squad-Plätze und einige Street-Soccerplätze.

## Bildung
Raʿanana besitzt 13 Grundschulen, 5 Junior Highschools und 8 Mittelschulen. Die Open University of Israel hat ihren Sitz in Ra'anana.

## Bürgermeister der Stadt
- Baruch Ostrovsky (1931–1960, Pasweig übernahm für ihn die Geschäfte seit 1955)
- Michael Pasweig (1955–1957, 1959–1960)
- Das moderne Ra'ananaYitzchak Shcolnik (1960–1969)
- Benyamin Wolfuvich (1969–1989)

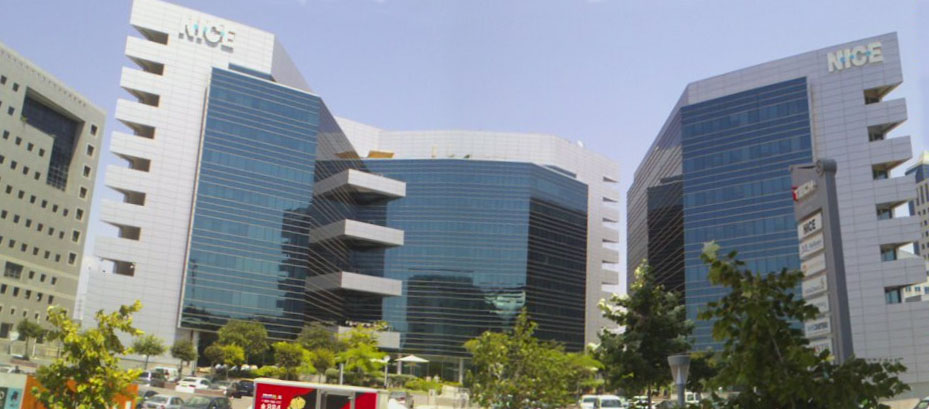
Das moderne Ra'anana

- Zeev Bielski (1989–2005, 2013–2018)

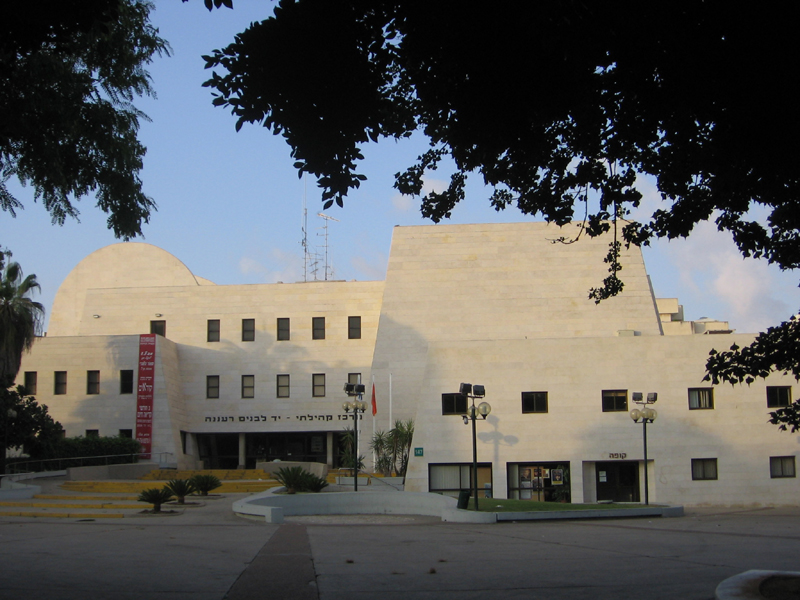
Der Konzertsaal Ra'ananas

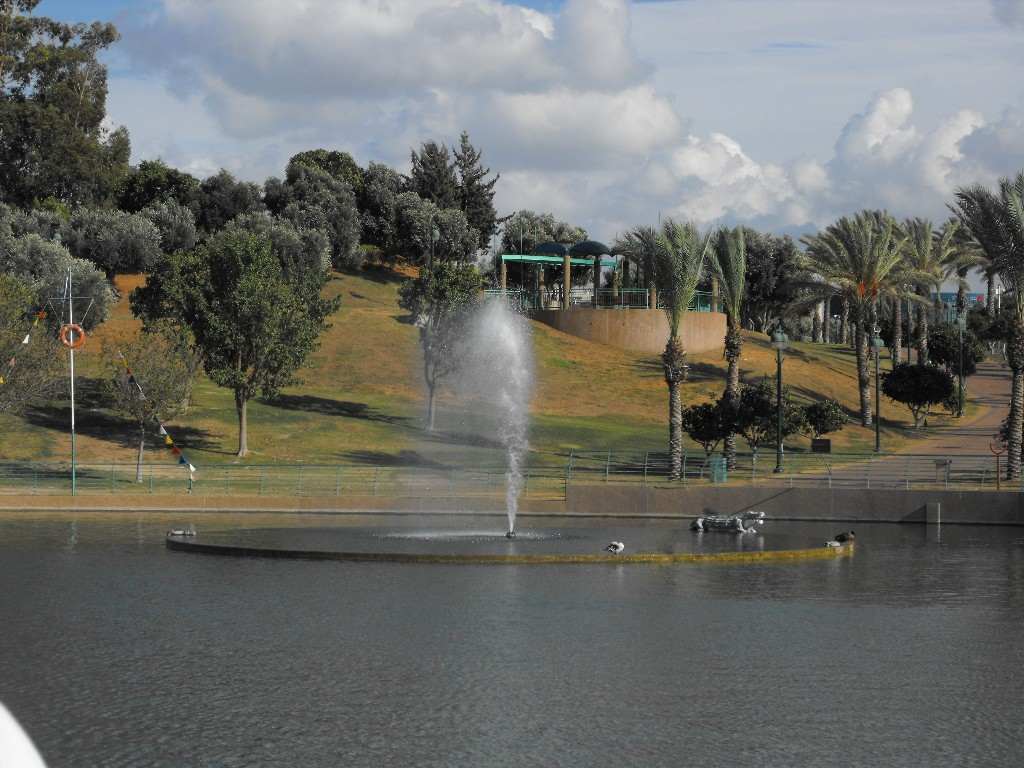
Springbrunnen im Ra'anana-Park

- Nachum Chofri (2005–2013)
- Eitan Ginzburg (2018–2024)
- Chaim Brojde (2024–heute)[3]

## Persönlichkeiten
- Israel Gohberg (1928–2009), sowjetisch-israelischer Mathematiker
- Dan Schomron (1937–2008), Generalstabschef
- Uzi Landau (* 1943), Politiker
- Uzi Cohen (1952–2008), Politiker
- Benny Ziffer (* 1953), Journalist
- Naftali Bennett (* 1972), Politiker, Ministerpräsident
- Roi Klein (1975–2006), Soldat und Retter
- Meital Dohan (* 1979), Musikerin und Schauspielerin
- Dan Pugach (* 1983), Jazzmusiker
- Yael Grobglas (* 1984), Schauspielerin und Model
- Ortal Ben-Shoshan (* 1987), Schauspielerin
- Miki Seroshtan (* 1989), Fußballspieler
- Yuval Raphael (* 2000), Sängerin
- Noa Kirel (* 2001), Sängerin

## Städtepartnerschaften
- Bramsche (Niedersachsen) seit 1978,
- Goslar (Niedersachsen) seit 2006,
- Posen (Polen) seit 2010[13]
- Opsterland (Niederlande) seit 1963,
- Boulogne-Billancourt (Frankreich) seit 1994,
- Verona (Italien) seit 1998[14],
- Tainan (Taiwan) seit 1999,
- Atlanta (Georgia, USA) seit 2001.